# ザ・ロッカーズ
ザ・ロッカーズ（TH eROCKERS）は、日本のロックバンド。陣内孝則を中心に結成。

## メンバー

### 1976年
陣内が高校2年生の時に結成。陣内以外のメンバーは流動的であった。
- 陣内孝則（ボーカル）
- 萩原利彦（ギター）
- 小峰伸治（ギター）
- 谷口恭一（ベース）
- 廣橋昭幸（ドラムス）

### 1978年 - 1981年
- 陣内孝則（じんない たかのり　ボーカル）
- 谷信雄（たに のぶお　ギター）1977年加入。
  - 解散後はスタジオ・ミュージシャンやGO-BANG'S等のサポートとして活動。1996年10月27日、バイク事故によって死去。
- 鶴川仁美（つるかわ ひとみ　ギター）1981年12月脱退。
- 穴井仁吉（あない にきち　ベース）1981年12月脱退。
  - 脱退後はアクシデンツ、ルースターズ、THE WILLARD、シーナ&ザ・ロケッツ、VooDoo Hawaiians等への参加を経て、現在はMOSQUITO SPIRAL、MOTO-PSYCHO R&R SERVICE、等で活動。
- 船越祥一（ふなこし しょういち　ドラムス）

### 1982年
- 陣内孝則（ボーカル）
- 谷信雄（ギター）
- 橋本潤（はしもと じゅん　ベース）1982年1月加入。
  - 解散後は、BLACK-50、MODERN DOLLZ、TEENAGE NEWS、シーナ&ザ・ロケッツ等を経て、1997年5月より横道坊主へ正式参加。2014年4月14日、病気療養中に死去。
- 船越祥一（ドラムス）

### 1990年 - 1991年（再結成時）
- 陣内孝則（ボーカル）
- 谷信雄（ギター）
- 角英明（すみ ひであき、ギター）
- 橋本潤（ベース）
- 船越祥一（ドラムス）

### 2014年 - 2018年
- 陣内孝則（ボーカル）
- 澄田健（すみだ たけし、ギター）
- 角英明（ギター）
- 穴井仁吉（ベース）
- 船越祥一（ドラムス）

### 2018年 - 現在
- 陣内孝則（ボーカル）
- 百々和宏（ギター）
- 澄田健（ギター）
- 穴井仁吉  （ベース）
- 田中元尚（ドラムス）

## 経歴
1976年、陣内が高校2年生の時に福岡で結成。結成当時はローリング・ストーンズのコピーを中心に活動していたが、ライブハウスで演奏するようになってからはラモーンズやニューヨーク・ドールズの曲を中心に演奏。当時は皮ジャン、ジーンズといった服装のバンドが多い中、陣内はデヴィッド・ボウイのようなグラムロック的なメイクに、カラフルなスーツを着込み、更にはマイク・スタンドを振り回すなどの派手なアクションによって注目された。同時期に活動していたルースターズ、ARB、THE MODSといった硬派なバンドのライブの客層が男性客中心だったのに対し、彼らのライブには多くの女性客が集まり、興奮した彼女達が、履いていた下着をステージに投げ込むといったこともあった。
1979年に福岡でのアマチュアバンド向けのコンテストで優勝、翌年1980年にアルバム『WHO TH eROCKERS』でデビュー。その後、石井聰互監督の映画『爆裂都市 BURST CITY』にメンバーの陣内・鶴川、ルースターズの大江慎也、池畑潤二らと作中のバンド「バトルロッカーズ」のメンバーとして出演。
1982年6月28日に青山タワーホールで行われたライブを最後に解散。解散後、陣内は本格的に俳優の道に進み、ヒット作に数多く出演。
1989年にオリジナルメンバーで再結成し、同7月15日に日比谷野外音楽堂で行われたポニーキャニオン主催のイベント『AGE OF THUNDER ROAD'89』に出演。1991年にも日清パワーステーション、渋谷公会堂で再結成ライブを行うが、穴井と鶴川は不参加。1996年、谷がバイク事故により死去。2003年には、陣内がかつて出版した自伝をベースに自らメガホンを取り、谷との友情、ロッカーズの飛躍を描いた自伝映画『ROCKERS』が制作された。
2014年4月に元メンバーであった橋本潤が死去。同年10月に橋本の追悼トリビュート・ライブが行われ、1991年の再結成時のメンバー構成で25年ぶりの再結成。12月31日にNew Years World Rock Festivalに出演。不定期に活動。
2018年11月1日を以てドラムス船越祥一、ギター角英明が脱退。後任にブルー・トニック、THE THRILLのドラムス田中元尚とMO'SOME TONEBENDERのボーカル&ギター百々和宏が加入。2018年12月31日、New Years World Rock Festivalに新メンバーでのライブ出演。2019年春にアルバムリリース。ツアーを敢行。12月31日にNew Years World Rock Festivalに出演。

## エピソード
バンド名表記は、「THe ROCKERS」ではなく、「TH eROCKERS」が正しい。これは「エロッカーズ」とも読めてしまうようにという遊び心によるもの。
1stアルバムは、千葉県香取市山倉1934-1の観福寺にて録音された（観福寺 (香取市牧野)の方ではないので注意）。レコーディングの所要時間は3時間、全て1発録りであった。
陣内が考案した、楽曲『可愛いアノ娘』で披露されるマイクスタンドに全体重を乗せて前方に飛び出す技、通称「陣内ジャンプ」は、ザ・ロッカーズの名物パフォーマンスであった。これは映画『ROCKERS』でも陣内役の中村俊介によって忠実に再現されている。

## ディスコグラフィ

### シングル
- 黒い眼をしてU.S.A　c/w　ショック・ゲーム （1980年）
- プライベート・タイム　c/w　シャープシューズでケリ上げろ! （1981年）
- 涙のモーターウェイ　c/w　TVエンジェル （1981年）

### 非売品プロモーション用シングル
- 冷たくしないで　c/w　クレイジーラブ （1981年）

### オリジナル・アルバム
- WHO TH eROCKERS （LP：1980年9月21日、CD：1994年5月20日、リマスターCD：2002年11月20日、2016年7月20日）
- COME ON （LP：1981年3月21日、CD：1988年12月7日、1995年5月19日、リマスターCD：2016年7月20日）
- SHAKIN' （LP：1981年9月21日、CD：1995年5月19日、リマスターCD：2016年7月20日）
- Rock'n Roll（CD:2019年4月17日）

### 日本語カバー・アルバム
- HANKY PANKY 〜 POP COME BACK （LP：1981年12月、CD：1995年5月19日）

### ライブ・アルバム
- LIP SERVICE （CD：1991年8月7日、リマスターCD：2016年8月17日）

### 映像作品
- 13×7 （VHS：1991年、DVD：2016年8月17日）

### 参加作品
- LIVE 6TH L-MOTION
- REAL ROCK SEE-SAW SCENE VOL.1
- 爆裂都市 BURST CITYオリジナルサウンドトラック （LP：1982年、CD：1994年5月20日）